# Lancelot Schetz (burgemeester)
Lancelot I Schetz (1550-1619) behoorde tot de adellijke familie Schetz, later het huis Ursel genoemd. Zijn voornaam Lancelot komt van zijn grootvader aan moeders zijde, Lancelot van Ursel, burgemeester van Antwerpen. Lancelot was de oudste zoon van Gaspard II Schetz en was net als zijn vader heer van Grobbendonk. De familie werkte vooral in dienst van de Spaanse koning.
Hij was burgemeester van Brussel in de Spaanse Nederlanden, voor de jaren 1586-1587. Hij had geen nageslacht en verkocht, wellicht daarom, zijn heerlijkheid Grobbendonk aan zijn jongste broer Anthonie Schetz, de enige broer met nakomelingen.